# No Man's Land (film fra 1918)
No Man's Land er en amerikansk stumfilm fra 1918 af Will S. Davis.

## Medvirkende
- Bert Lytell - Garrett Cope
- Anna Q. Nilsson - Katherine Gresham
- Charles Arling - Henry Miller
- Mollie McConnell - Emily Brayton
- Eugene Pallette - Sidney Dundas